# Hum (Crveni krst)
Pour les articles homonymes, voir Hum.
Hum (en serbe cyrillique : Хум) est une localité de Serbie située dans la municipalité de Crveni krst et sur le territoire de la ville de Niš, district de Nišava. Au recensement de 2011, elle comptait 1 255 habitants.
Hum est officiellement classé parmi les villages de Serbie.

## Démographie

### Évolution historique de la population
| 1948  | 1953  | 1961  | 1971  | 1981  | 1991  | 2002  | 2011  |
| ----- | ----- | ----- | ----- | ----- | ----- | ----- | ----- |
| 1 270 | 1 403 | 1 479 | 1 436 | 1 468 | 1 497 | 1 450 | 1 255 |

|  |